# ASD 4 Torri Ferrare Volley
Le club de volley-ball masculin de Ferrare (et qui a changé plusieurs fois de nom en raison de changements de sponsors principaux) évolue au deuxième niveau national (Serie A2).

## Historique
- 1947 : Fondation de la Pallavolo Ferrara
- 1997 : le club accède à la Serie A1.
- 1998 : Absorption du Zinella Volley Bologne
- 2003 : dispute la demi-finale de Coupe de la CEV masculine

## Palmarès
Néant.

## Effectif de la saison en cours
Entraîneur : Antonio Beccari puis Roberto Bissacco  Italie
| No | Nom                | Taille | Nationalité |
| -- | ------------------ | ------ | ----------- |
| 1  | Marco Fabbrini     | 1,94   | Italie      |
| 2  | Luca Sirri*        | 1,94   | Italie      |
| 3  | Marco Ronconori**  | x,xx   | Italie      |
| 4  | Matteo Tabanelli   | 1,90   | Italie      |
| 5  | Luca Stagni        | 1,98   | Italie      |
| 6  | Ivan Benito***     | 1,95   | Cuba        |
| 7  | Paolo Ferrioli     | 1,83   | Italie      |
| 8  | Marcelo Negrao**** | 1,98   | Brésil      |
| 9  | Andrea Gelli       | 1,90   | Italie      |
| 10 | Nicola Sangiorgi   | 1,90   | Italie      |
| 11 | Stefano Mengozzi   | 2,04   | Italie      |
| 12 | Cristiano Lucchi   | 1,93   | Italie      |

- Luca Sirri a été transféré à Vibo Valentia le 22 décembre 2005.
  - Marco Ronconori a intégré l'effectif le 2 octobre 2005.
    - Ivan Benito a été transféré en cours de saison à Rennes.
      - Marcelo Negrao a été exclu de l'équipe le 15 novembre 2005.